# Trek To Yomi
Trek To Yomi è un videogioco d'azione a scorrimento orizzontale sviluppato da Flying Wild Hog e pubblicato da Devolver Digital. È stato pubblicato il 5 maggio 2022 per Xbox One, Xbox Series X e Series S, PlayStation 4, PlayStation 5 e Microsoft Windows. Il gioco segue la storia di Hiroki, un samurai del periodo Edo che ha giurato al suo maestro di difendere il proprio villaggio dai banditi.

## Modalità di gioco
Trek To Yomi è un gioco d'azione a scorrimento orizzontale. 
Nel gioco sono presenti quattro difficoltà selezionabili, di cui l'ultima viene sbloccata dopo aver completato la storia almeno una volta e comporta la morte del protagonista a seguito di ogni colpo ricevuto. 
Durante il gioco si alterneranno fasi d'esplorazione in cui è possibile trovare collezionabili o potenziamenti ed interagire con i personaggi non giocanti a fasi di combattimento durante le quali ci si potrà muovere soltanto orizzontalmente avanti o indietro, mentre durante le fasi d'esplorazione si può girare con più libertà nello spazio tridimensionale. Nel combattimento l'arma principale di Hiroki è la katana che potrà usare sia per attaccare, con colpi veloci o pesanti, sia per difendersi parando o deflettendo gli attacchi avversari. Ognuna di queste azioni comporta l'uso della stamina che, in caso finisca, comporta la stanchezza del protagonista che sarà quindi più vulnerabile per un breve periodo. Gli attacchi possono essere modificati dalla direzione che si dà all'input; ad esempio andando avanti e usando l'attacco veloce Hiroki eseguirà un affondo mentre non dando input direzionali eseguirà una combo di due attacchi. Oltre alla katana Hiroki potrà sbloccare ed usare anche armi secondarie come gli shuriken.
I combattimenti, alle volte, possono anche essere evitati esplorando ed interagendo con l'ambiente per eliminare i nemici furtivamente. 
Tra un combattimento e l'altro sarà possibile trovare dei santuari che fungono da checkpoint ricaricando pienamente la vita e l'energia di Hiroki. Ogni santuario può essere usato una sola volta per partita. 

## Sviluppo
Leonard Menchiari, creatore di Trek To Yomi, ha dichiarato di aver preso ispirazione dai film di Akira Kurosawa nello sviluppo del titolo e che i pilastri sul quale è stato costruito il gioco sono il Giappone del Periodo Edo e lo Shintoismo. Per essere più fedeli possibili al periodo trattato hanno assunto esperti giapponesi in merito e preso ispirazione dai manufatti del Museo Edo-Tokyo. La colonna sonora, composta da Cody Matthew Johnson e Yoko Honda, include brani folkloristici del periodo Edo ed è stata eseguita da un'orchestra Gagaku con strumenti d'epoca.
Il gioco è stato annunciato ufficialmente da Devolver Digital durante il proprio evento all'Electronic Entertainment Expo 2021.

## Accoglienza
L'accoglienza della critica è stata mista, ricevendo voti nella media su siti d'aggregazione come Metacritic. Tra le critiche più comuni quella al gameplay troppo semplice e manchevole di profondità. Viene generalmente apprezzato invece il compartimento artistico, per quanto riguarda l'aspetto visivo e le musiche.